# Holocauste (sacrifice)
Pour les articles homonymes, voir Holocauste (homonymie).
Ne doit pas être confondu avec Shoah ou Porajmos.
Un holocauste (du grec ancien : ὁλόκαυτος / holókautos ; de ὅλος / hólos, « entier » + καυτός / kautós, « brûlé ») est, dans la Grèce antique, un sacrifice où l'offrande est entièrement consumée par le feu. 
Pratiqué par les Grecs dans le cadre des rituels chthoniens, l’ἐνάγισμα / enágisma, il l'est aussi dans la tradition juive qui l'appelaient korban ’olah et par d'autres sociétés anciennes. Ce terme apparaît dans l'Ancien Testament avec le sens de sacrifice propitiatoire lorsque Noé remercie Dieu de l'avoir sauvé des eaux et dans le livre du Lévitique.
Le terme holocauste commence à prendre le sens actuel de massacre de Juifs pendant la Seconde Guerre mondiale à partir de la sortie le 16 avril 1978 sur la chaine américaine National Broadcasting Company (NBC) d'une mini-série télévisée de quatre épisodes de 89 à 135 minutes, réalisée par Marvin Chomsky sur le scénario de Gerald Greenberg et intitulée Holocauste (Holocaust). Ce terme est lancé en français avec la diffusion de cette série en 1979 sur Antenne 2 aux Dossiers de l'écran. Auparavant, selon la terminologie créée par le tribunal de Nuremberg, le terme « génocide » est utilisé pour désigner tous les massacres perpétrés par le régime nazi et en particulier le massacre des juifs dans les camps d'extermination,. La diffusion en 1985 du film Shoah réalisé par le Français Claude Lanzmann va imposer depuis les années 1990 cet autre terme dans l'Europe francophone.

## Monde antique

### En Grèce antique
Pour les Grecs anciens, les dieux, qui vivent dans les nuées, se nourrissent d'odeurs délectables. On les satisfait en leur envoyant des fumées plaisantes (d'où le mot parfum : « par la fumée »). Ces odeurs agréables peuvent être celles de la chair rôtie mais aussi la fumée de matières végétales que l'on brûle.
Le sacrifice quotidien des Grecs est de brûler des herbes odorantes pour se concilier les divinités par des odeurs plaisantes. De façon plus solennelle et communautaire, il consiste, lorsqu'ils en ont les moyens, à rôtir une pièce de viande ; on invoque les dieux pendant que la chair cuit et que les exhalaisons montent vers le ciel ; puis la communauté se partage la viande au cours d'un festin sacré. Dans d'autres circonstances, par exemple les funérailles, on consume des matières odorantes comme l'encens, la myrrhe, l'aloès, le benjoin ; cette fumée agréable escorte l'âme du défunt montant vers le ciel afin de lui ménager un accueil favorable des dieux.
L'holocauste est un sacrifice extraordinaire. L'offrande est entièrement passée par le feu, par opposition au thyesthai (θύεσθαι), offrande commensale au cours de laquelle la chair du sacrifice est consommée avec le dieu, le héros ou un autre fidèle. L'offrande est de prix : c'est un animal ou des animaux qu'il a fallu élever, auxquels on est parfois attaché ; la victime est entièrement brûlée ; toute l'offrande est consommée/consumée en fumée odorante pour les dieux. Le plus souvent, on pratiquait un holocauste annuel. Ce pouvait être des volailles, un mouton ou une chèvre dans les petits villages ; à Athènes, à la haute époque, on sacrifiait jusqu'à cent bœufs.
Il a le plus souvent pour fonction d'apaiser les divinités infernales, les esprits des défunts et les divinités malignes comme Hécate. Contrairement aux sacrifices offerts aux dieux olympiens, les holocaustes sont réalisés de nuit, sans vin avec des bêtes noires, offertes tête en bas sur un autel peu élevé. L’un des premiers holocaustes attestés est celui de porcs offerts par Xénophon à Zeus Meilichios, au cours d'un cérémonial qui évoque des Diasies (célébrées en l'honneur de Meilichios).

### Autres traditions
Dans tout le monde ancien la pratique des sacrifices est de même nature, avec des variantes, et a le même sens. On pratique partout des holocaustes solennels. Si, en Grèce, l'holocauste est un sacrifice de prix qui implique la communauté entière, ce n'est pas pour autant nécessairement un sacrifice animal : c'est la communion sacrificielle qui est importante. Chez les Juifs, l'holocauste implique le sacrifice d'un animal. Le korban 'olah (hébreu biblique : קורבן עולה offrande montante) est l'une des premières offrandes décrites dans le Pentateuque.

## Les termes «Holocauste» et «Shoah»
Dès 1894, Bernard Lazare parle d'« holocauste » pour évoquer les Juifs brûlés vifs pendant la peste noire, au Moyen Âge : « Quand la peste noire ou la faim sévissait, on offrait les Juifs en holocauste à la divinité irritée »,,.
En 1937, c'est ce terme qui vient à Max Jacob dans l'idée qu'il s'agit d'un sacrifice voulu par Dieu, pour désigner ce qu'il ne comprend pas devoir être un projet d'extermination totale, dont il sera lui-même la victime : « Les juifs pour durer doivent souffrir ; la douleur est le sucre qui conserve, comme tu sais. Chacun d'eux souffre, holocauste pour la race ».
En 1978, aux États-Unis, Holocauste, une série télévisée de fiction consacrée au génocide des Juifs tués par les nazis, va populariser ce terme.
Cependant, pour la tradition juive, un holocauste est un sacrifice :
1. offert à Dieu pour lui être agréable ;
2. fait de chair animale brûlée ;
3. fait uniquement sur l’autel du Temple de Jérusalem, qui n’existe plus depuis l’an 70.

C’est pourquoi le terme « holocauste » est considéré par les Juifs comme un grave contresens. Les francophones européens emploient plutôt le terme « Shoah » (« catastrophe » en hébreu), surtout depuis la sortie du film Shoah de Claude Lanzmann en 1985.
Le terme Shoah est le nom officiel que donne l’État d’Israël à cet événement historique. Il s’agit d’une décision du Parlement israélien (Knesset) du 12 avril 1951, à l’occasion de la fixation du jour national du souvenir (Yom Ha-Shoah Ve Mered Ha-Getaot).
Le monument commémoratif élevé à Berlin se nomme Denkmal für die ermordeten Juden Europas, c'est-à-dire « Mémorial des Juifs assassinés d’Europe ». Le terme de « judéocide » est également employé, notamment par l’historien Arno J. Mayer dans La Solution finale dans l’histoire. L'expression « Solution finale » est celle qu'employait le régime nazi.

## Usage en français et en anglais

### En français
En France, le terme « génocide », forgé par le Tribunal de Nuremberg, est neutre et désigne le massacre systématique de diverses populations (« génocide des Juifs », « génocide des Tziganes » ). Il s'emploie aussi hors du contexte de la Seconde Guerre mondiale. Le terme « holocauste », popularisé par un téléfilm américain, désigne plus spécifiquement le massacre des Juifs par les Nazis (avec un h majuscule : l'Holocauste), mais ce calque de l'anglais semble un peu artificiel. L’usage a consacré l’emploi du terme « Shoah ». Ainsi Le Petit Larousse (2008) écrit à l’entrée « Holocauste » : « génocide des Juifs d’Europe perpétré par les nazis et leurs auxiliaires de 1939 à 1945. […] Le terme est plus couramment Shoah. » Et à l’entrée « Shoah » : « mot hébreu signifiant « anéantissement » et par lequel l’extermination de plus de cinq millions de Juifs par les nazis durant la Seconde Guerre mondiale est désignée. » De même l’Encyclopædia Universalis dit à l’entrée « Shoah » : « En hébreu, shoah signifie catastrophe. Ce terme est de plus en plus employé pour désigner l'extermination des juifs réalisée par le régime nazi. »

### En anglais
En anglais, le terme Holocaust prévaut sur celui de Shoah et possède globalement la même signification.
Toutefois ce terme est souvent étendu à l'ensemble des massacres pratiqués par les nazis à l'encontre des handicapés physiques et mentaux (Action T4), des dissidents politiques, des francs-maçons, des Tsiganes, des communistes, des pacifistes, des homosexuels, des Témoins de Jéhovah, des Russes, des Polonais, des Serbes et d'autres peuples slaves.
La définition du United States Holocaust Memorial Museum de Washington est la suivante : « L’Holocauste fut l’assassinat de six millions de Juifs, et de millions d'autres par les nazis et leurs collaborateurs pendant la Seconde Guerre mondiale. »
En 2005, les Nations unies proclament le 27 janvier « Journée internationale de commémoration en mémoire des victimes de l’Holocauste ».